# Philippe Ginestet (militaire)
Pour les articles homonymes, voir Philippe Ginestet.
Philippe Roger Louis Ginestet, né le 20 décembre 1905 à Castres et mort le 24 juin 1962 dans le 5e arrondissement de Paris, est un général français qui a participé à la Seconde Guerre mondiale, notamment dans la Résistance, puis à la guerre d'Algérie où il est mortellement blessé dans un attentat de l'Organisation de l'armée secrète (OAS).

## Biographie
Il est élève de l'école spéciale militaire de Saint-Cyr, dont il sort en 1927, et licencié en droit. Il sert successivement au 81e régiment d'infanterie, au 16e régiment de tirailleurs tunisiens en Syrie (1930-1934), au 24e régiment d'infanterie puis à la compagnie d'instruction du dépôt d'infanterie no 213. 

### Seconde Guerre mondiale
Il participe à la campagne de 1940, commandant la 9e compagnie du 131e régiment d'infanterie. Il est évacué après une blessure à la tête lors d'un combat le 18 mai 1940. Le 16 septembre, il est nommé adjoint au colonel du 23e régiment d'infanterie de l'armée d'Armistice. Le 1er décembre 1942, il rejoint le corps franc Pommiès, groupe de résistants dépendant du BRCA. Il participe avec cette unité à ses combats pour la Libération de la France puis à la campagne d'Allemagne. Le corps franc est renommé 49e régiment d'infanterie en février 1945.

### Après la guerre
Promu colonel en 1946, il devient en 1948 chef de corps du 93e régiment d'infanterie. En 1950, il reçoit la direction du personnel militaire de l'Armée de terre puis en 1952 devient adjoint du commandant de la subdivision militaire de Versailles.

### Guerre d'Algérie
En 1956, il est nommé adjoint au général commandant le corps d'armée d'Alger puis en 1957 il devient chef d'état-major particulier du secrétaire d'État Pierre Métayer. Il est promu général de brigade cette même année. Il prend le commandement de la 13e division d'infanterie et du secteur du Sud-Oranais en 1960, remplaçant le général Henri Mirambeau. Il fait face au putsch d'avril 1961. Il devient ensuite inspecteur général de la défense intérieure,. Le 10 mai 1962, il prend le commandement du corps d'armée d'Oran. Le 14 juin 1962, alors que le général est à l'hôpital militaire d'Oran pour rendre hommage au lieutenant-colonel Mariot tué par l'organisation de l'armée secrète, un jeune homme lié à l'OAS tire sur lui et le blesse mortellement, ainsi que le médecin-colonel Mabille. Le général succombe le 24 au Val-de-Grâce où il avait été hospitalisé,. Il est élevé au rang de grand-officier de la Légion d'honneur à titre posthume.

## Décorations
- Grand officier de la Légion d'honneur à titre posthume (décret du 25 juin 1962)[7]
- Croix de guerre 1939–1945 (3 citations dont 2 à l'ordre de l'armée et 1 à l'ordre du régiment)[7]
- Croix de la Valeur militaire (5 citations dont 2 à l'ordre de l'armée, 2 à l'ordre du corps d'armée et 1 à l'ordre du régiment)[7]
- Médaille de la Résistance française avec rosette (décret du 24 avril 1946)[8]
- Commandeur de l'Étoile noire